# Жоскен Депре
Жоскен Депре, Жоскен де Пре (нід. Josquin Des Prez, фр. Josquin des Prés, близько 1450, Боревуар — 27 серпня 1521, Конде-сюр-л'Еско) — франко-фламандський композитор епохи Відродження, диригент церковних хорів.

## Біографічні відомості
Народився ймовірно на теренах сучасної Франції. Біографія композитора маловідома і спирається переважно на кілька проміжних джерел і гіпотези. Вважається, що він був учнем Йоганна Окегема. До 1479 року співав у Міланському придворному хорі. Потім він співав і керував церковними хорами в Римі, Камбре, Модені, Феррарі й Мілані, після завоювання Міланського герцогства Францією служив при дворі короля Людовіка XII. 
При житті Жоскен Депре втішався славою, він був першим композитором, чиї твори були надруковані прижиттєво. Помер 27 серпня 1521 року в провінції Ено, в районі сучасного кордону з Бельгією, переказавши своє майно колегії Notre Dame в містечку Конде-сюр-л'Еско.

## Характеристика та оцінка творчості
Творчим доробком Жоскена Депре є майже виключно вокальна музика. Його спадщина включає основні жанри духовної музики того часу — 18 мес, близько 100 мотетів, псалмів і гімнів, 52 світські п'єси на французькі й 3 на італійські тексти. Духовні твори Жоскена Депре спиралися на cantus firmus з хоралів або світської музики. Французькі пісні (шансони) різноманітні й за формою і за тематикою. Незважаючи на рясне використання техніки імітацій, композиції Жоскена Депре ясні і прозорі. 
Жоскен Депре вважається найвидатнішим композитором кінця XV — початку XVI століть. Був званий principes omnes (князем усіх). Мартін Лютер писав про Жоскена Депре: «Інші композиторі роблять з нотами те, що вийде, Жоскен робив те, що хотів». Теоретики Г. Глареан і Джозеффо Царліно описували його стиль як такий, що найкраще передає досконалість. На честь Жоскена Депре названий кратер на Меркурії.

## Список мес Жоскена Депре
| - Missa ad fugam - Missa Ave Maris Stella - Missa de Beata Virgine - Missa di dadi - Missa D'ung aultre amer - Missa Faisant regretz - Missa Fortuna desperata - Missa Gaudeamus - Missa Hercules Dux Ferrarie | - Missa L'ami Baudichon - Missa La sol fa re mi - Missa L'homme arme sexti toni - Missa L'homme arme super voces musicales - Missa Malheur me bat - Missa Mater Patris - Missa Pange lingua - Missa sine nomine - Missa Une musque de Biscaye |  |

## Зовнішні посилання
- Жоскен Депре: ноти на сайті ChoralWiki (англ.)
- Вільні ноти авторства Жоскен Депре на сайті International Music Score Library Project (IMSLP)
- Josquin Des Prez: Партитури на сайті Werner Icking Music Archive (WIMA)
- http://www.medieval.org/emfaq/composers/josquin.html [Архівовано 19 серпня 2012 у Wayback Machine.]
- MP3 Жоскена [Архівовано 31 травня 2012 у Wayback Machine.] на Umeå Akademiska Kör [Архівовано 15 березня 2011 у Wayback Machine.].